# Hermafrodit (kniha)
Hermafrodit (2002) (originál Middlesex) je román amerického spisovatele Jeffreyho Eugenidese. V roce 2003 Jeffrey Eugenides za tuto knihu získal Pulitzerovu cenu.

## Děj
Na jaře roku 1974 začne studentku prestižní dívčí školy na detroitském předměstí Grosse Pointe neodolatelně přitahovat spolužačka. Calliope cítí, že její city jsou opětovány, nicméně o lesbický vztah nejde – Calliope Stephanidesová totiž záhy vycítí, že s ní něco není v pořádku, lépe řečeno že je jiná než ostatní dívky. Vlastně že vůbec není dívka.Vysvětlení její vzácné vývojové poruchy nutno hledat v minulosti, ve zmutovaném genu a též v tajemství, které až do své smrti s pocitem viny střeží Calliopini prarodiče. Příběh zmutovaného genu zavádí čtenáře do malé vesnice v době hroutící se Osmanské říše, řecko-turecké války, jsme svědky vypálení Smyrny, na lodi provázíme řecké emigranty do Ameriky, zažíváme dobu prohibice, velkou hospodářskou krizi, válku, poválečnou konjunkturu, rasové bouře šedesátých let a následně druhou emigraci rodiny Stephanidesových, tentokrát z centrálního Detroitu na poklidné předměstí. Callie je z části dívka, z části chlapec. Gen předávaný generacemi v ní ukončil svou cestu.